# Mark Brown
Mark Brown (Motherwell, Escocia, Reino Unido, 28 de febrero de 1981) es un futbolista escocés. Juega de portero y su equipo actual es el Dumbarton FC de la Scottish Championship de Escocia.

## Biografía
Mark Brown empezó en el Glasgow Rangers, aunque solo disputó cuatro encuentros con el primer equipo. En esa etapa el Rangers ganó dos Ligas, dos Copas y una Copa de la Liga de Escocia.
En 2001 se marcha a jugar al Motherwell FC. Aunque disputa varios partidos es despedido a final de temporada debido a los problemas económicos del club que se ve incapaz de asumir todas las fichas de sus jugadores.
Ese mismo verano ficha por el Inverness Caledonian. En la temporada 2003-04 ayuda a su equipo a ascender a la Premier League de Escocia. Ese mismo año también gana la Scottish Challenge Cup. En esta época consigue un registro de 176 encuentros seguidos (oficiales y amistosos) al frente de la portería de su equipo.
En enero de 2007 el Inverness decide venderlo al Celtic de Glasgow, ya que el jugador acababa contrato en verano y quedaría libre. Debutó en un partido contra el Hibernian. En su primera temporada conquista el título de Liga.

## Selección nacional
Ha jugado con la Selección escocesa sub-21, aunque nunca ha sido convocado con la selección absoluta. 

## Clubes
| Club                                       | País    | Año       |
| ------------------------------------------ | ------- | --------- |
| Glasgow Rangers                            | Escocia | 1997-2001 |
| Motherwell Football Club                   | Escocia | 2001-2002 |
| Inverness Caledonian Thistle Football Club | Escocia | 2002-2007 |
| Celtic Football Club                       | Escocia | 2007-2009 |
| Kilmarnock FC                              | Escocia | 2009-2010 |
| Hibernian FC                               | Escocia | 2010-2012 |
| Ross County                                | Escocia | 2012-2015 |
| Dumbarton FC                               | Escocia | 2015-     |

## Títulos
- 3 Ligas de Escocia (Glasgow Rangers, 1999 y 2000; Celtic FC, 2008)
- 2 Copas de Escocia (Glasgow Rangers, 1999 y 2000)
- 1 Copa de la Liga de Escocia (Glasgow Rangers, 1999)
- 1 Scottish Challenge Cup (Inverness Caledonian, 2004)